# Benjamín Rausseo
Benjamín Rausseo (* 26. Januar 1961 in Musipán, Monagas) ist ein venezolanischer Entertainer und Unternehmer. Anfang 2006 wagte er den Sprung in die Politik und ist Kandidat für die am 3. Dezember 2006 anstehenden Präsidentschaftswahlen in Venezuela.

## Leben
Besser bekannt ist er unter seinem Künstlernamen El Conde del Guacharo (oder kurz „El Conde“ – der Graf), den er für seine Auftritte nutzt. Seine typischen Merkmale sind dabei ein Strohhut und ein buntes T-Shirt. Der „Conde“ beschäftigt sich in seinen Shows hauptsächlich mit der Beziehung zwischen Mann und Frau sowie der jeweiligen Regierung Venezuelas. Dabei bietet ihm der stark polarisierende Präsident Hugo Chávez eine gute Zielscheibe, was er oft ausnutzt, ihm jedoch auch einige Feinde gebracht hat. Auch Unannehmlichkeiten aus dem Alltag der Venezolaner, wie z. B. die Bürokratie, kommen bei seinen Auftritten nicht zu kurz. Bekannt ist Rausseo durch seinen pikanten Humor – viele seiner Gags gehen deutlich unter die Gürtellinie. Die Band des Condes, die seine Auftritte musikalisch untermalt, nennt er „Filharmónica Musipán“ (musipanische Philharmonie) nach seinem Heimatort Musipán.
Als „Conde“ ist Rausseo bei Venezolanern im In- und Ausland sowie in der spanischsprechenden Bevölkerung Floridas bekannt und beliebt. Darüber hinaus ist seine Bekanntheit jedoch eher gering. Rausseo hat etliche CDs mit seinen Witzen herausgebracht, einige davon erschienen auch als Schallplatte. Bei einigen von ihnen handelt es sich um Live-Mitschnitte von seinen Auftritten.
Rausseo hatte eine Nebenrolle im preisgekrönten venezolanischen Kurzfilm „Cédula Ciudadano“, der international einige Preise gewann.
Seit einigen Jahren ist Rausseo auch als Unternehmer tätig. Er besitzt einen Freizeitpark namens Reino de Musipán (Königreich Musipán) auf der Ferieninsel Isla Margarita, der ebenfalls  nach seinem Heimatort benannt ist. Das Konzept ist an das von Parks wie z. B. Disneyland angelehnt, jedoch sieht Rausseo seinen Park gleichzeitig als Parodie.

## Politik
Rausseos Eintritt in die Politik wurde erst belächelt, er zeigte jedoch bei Interviews ein großes politisches Hintergrundwissen. Der bei großen Teilen der venezolanischen Bevölkerung beliebte und bekannte Rausseo wurde bis Mitte 2006 zu einem ernstzunehmenden Kandidaten für die kommende Präsidentschaftswahl. Er steht in klarer Opposition zu Präsident Chavez, über das Programm seiner eigenen Partei "Piedra" (zu deutsch: Stein) wurde bisher jedoch wenig bekannt.